# Creagrutus tuyuka
Creagrutus tuyuka är en fiskart som beskrevs av Richard P. Vari och Lima 2003. Creagrutus tuyuka ingår i släktet Creagrutus och familjen Characidae. Inga underarter finns listade i Catalogue of Life.